# Manhuaçu
Manhuaçu là một đô thị thuộc bang Minas Gerais, Brasil. Đô thị này có diện tích 627,281 km², dân số năm 2007 là 74297 người, mật độ 117,6 người/km².